# Котляревские
Котляревские (укр. Котляревський, пол. Kotlarewski) — дворянские роды, купеческие роды Киева и Одессы.
Первый — потомки дьякона Ивана Котляревского. К этому принадлежат генерал от инфантерии Петр Степанович Котляревский и поэт Иван Петрович Котляревский.
Второй, относящийся к дворянству «по чину». Определениями Правительствующего Сената от 8 июля 1854 и 11 октября 1856 гг., утверждены постановления Казанского дворянского депутатского собрания от 8 мая 1854 г. и 27 августа 1856 г., о внесении во вторую часть дворянской родословной книги штабс-капитана корпуса горных инженеров Ивана Петрова Котляревского, по чину прапорщика, полученному им в 1842 году, вместе с его женой Анной Павловной и детьми их: Павлом, Петром, Николаем, Ларисой и Ольгой.
Третий внесен в родословную книгу Полтавской губернии, часть 2. Указы Герольдии об утверждении в дворянстве от 21 февраля 1847 г. № 986 и 2 апреля 1855 г. № 3572.  Происходит от поручика Астраханского полка Андрея Ивановича Котляревского, судьи Кременчугского поветового суда в 1807 г. Историк, славист Александр Александрович Котляревский. Его сын - историк литературы Нестор Александрович Котляревский. Д.с.с. член Московской судебной палаты Андрей Иванович Котляревский (+1895). Его дети: т.с. председатель Киевской судебной палаты Иван Андреевич Котляревский, историк, правовед Сергей Андреевич Котляревский, Ольга Андреевна, жена члена 2-й Государственной Думы Дмитрия Александровича Перелешина. Варвара Ивановна, жена Алексея Алексеевича Брусилова-мл..

## Описание герба
Поле щита покрыто злато-чёрным беличьим мехом в пять рядов. На этом поле червлёный котел с червлёной ручкой.
Над щитом дворянский шлем с короной. Нашлемник: два орлиных крыла, покрытых злато-чёрным беличьим мехом. На каждом крыле по червлёному котлу с червлёной ручкой. Намёт: справа — чёрный с золотом, слева — червлёный с золотом.